# Phyllotropis
Phyllotropis ist eine Gattung der Buckelzirpen von der bisher sechs Arten bekannt sind. Die Gattung ist in folgenden Ländern nachgewiesen: Bolivien, Brasilien, Ecuador, Kolumbien, Französisch-Guayana, Peru und Surinam. In Brasilien kommen fast alle Arten vor, außer P. tococaae, die nur aus Kolumbien bekannt ist. Am weitesten verbreitet ist P. cingulata. Die Gattung Phyllotropis wurde aus der Gattung Enchophyllum ausgegliedert.
Die Tiere sind mittelgroß bis groß und oft auffällig gefärbt, schwarz mit hellen Flecken. Phyllotropis ist den Gattungen Enchophyllum und Membracis ähnlich. Wie diese hat sie ein flaches, mehr oder weniger blattförmiges Pronotum. Charakteristisch für Phyllotropis ist oben seitlich eine kleine laterale, Verdickung im Pronotum, welches unten, direkt über dem Kopf, nach vorne ausgedehnt ist.
Diese Buckelzikaden kommen oft in Gruppen vor und sie sind sehr häufig mit Ameisen vergesellschaftet. Die Weibchen legen ihre Eier auf die Oberfläche der Pflanzen, auf denen sie Pflanzensaft saugen, und bleiben dann in Gesellschaft mit ihren Larven. Wenn solche Gruppen von Buckelzikaden gestört werden flüchten die Weibchen ohne ihre Nachkommen zu verteidigen.